# John Nash (homme politique)
Pour les articles homonymes, voir John Nash et Nash.
John Alfred Stoddard Nash, né le 22 mars 1949, est un homme d'affaires et homme politique britannique, sous-secrétaire d'État parlementaire aux Écoles de 2013 à 2017.

## Biographie
Il devient membre du Centre for Policy Studies.
Il est ensuite nommé, en 2013, pair à vie.